# Baltimax

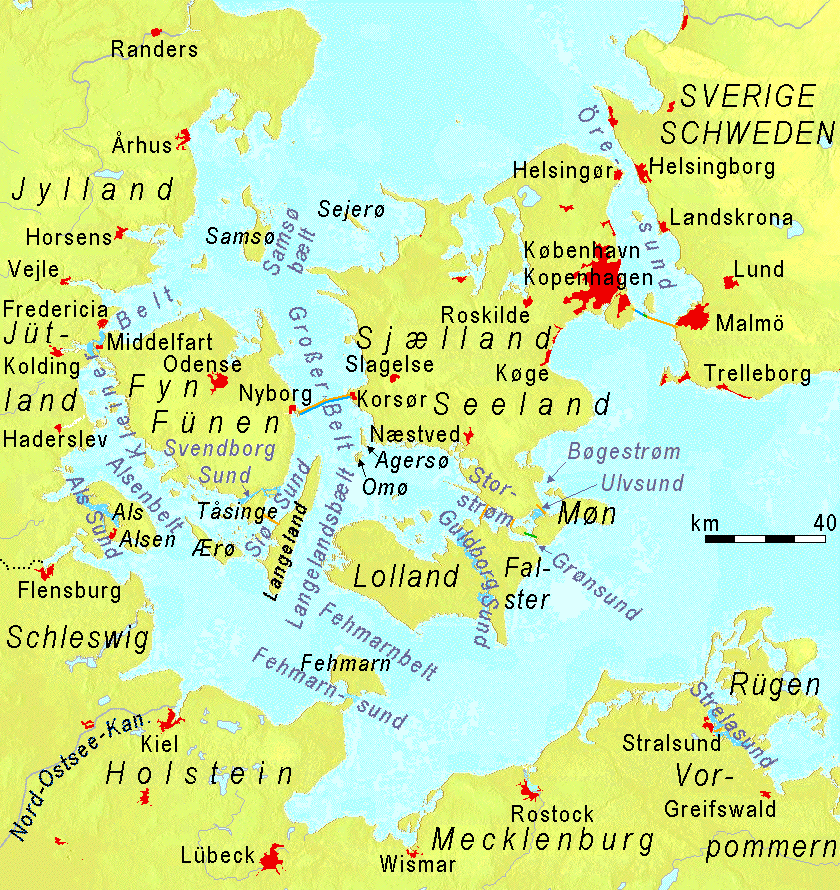
Die dänischen Belte und Sunde, die die Maße von Baltimax-Schiffen einschränken

Baltimax ist eine Größenangabe für Schiffe und besagt, dass das entsprechende Schiff nicht zu groß ist, um vom Kattegat durch den Großen Belt in die Ostsee zu gelangen und umgekehrt. Praktisch bedeutet dies, dass der Tiefgang der Schiffe auf 15,4 m beschränkt ist. In der Regel liegt er zwischen 13 und 15 m, die Länge zwischen 240 und 260 m und die Breite zwischen 42 und 48 m, woraus eine Tragfähigkeit von etwa 100.000 bis 120.000 t folgt. Es existieren jedoch auch Öltanker mit über 205.000 t Nutzlast, genannt B-Max. Die Storebælt-Brücke erlaubt max. 65 m Höhe. Die Begrenzungen in Tiefgang und Breite liegen somit zwischen der Suezmax und Panamax-Klasse. Der Öresund erlaubt nur 8 m Tiefgang und ist daher keine alternative Route, ebenso wie der wesentlich kürzere Nord-Ostsee-Kanal, der nur einen Tiefgang von 9,5 m und eine lichte Höhe von 42 m erlaubt. Weil der westliche Teil der Öresundpassage durch einen Tunnel realisiert wurde, besteht dort als einzige Stelle keine Höhenbeschränkung, so dass auch sehr große Segelschiffe wie die SY A die Ostsee erreichen oder verlassen können.